# Julius Hirn
David Julius Hirn, född 31 maj 1868 i Helsingfors, död där 6 november 1914, var en finländsk tidningsman.  
I egenskap av son till två döva föräldrar blev Hirn djupt engagerad i dövas sak och i dokumentationen av teckenspråk. Tillsammans med bland annat Julia Stadius, Thure Valter Stadius och Albert Tallroth var han med om att grunda Helsingfors Dövas Förening 1895. Han var också med om att grunda Finlands Dövas Förbund och fungerade som ordförande för båda föreningarna. Julius Hirn och Fritz Hirn arbetade även på en teckenspråksordbok där hundratals tecken skulle dokumenteras med fotografier.   
Julius Hirn redigerade 1891–1892 tidningen Hangö, var därefter medarbetare i Nya Pressen till dess indragning 1900 och 1902 en av den socialliberala Helsingfors-Postens grundare. År 1911 kom han till Hufvudstadsbladet. Han grundade även skämttidningen Fyren.

## Privatliv
Julius Hirn var son till David Fredrik (Fritz) Hirn och Maria Hirn född Klingenberg. Han var bror till Julia Hirn gift von Bonsdorff. År 1905 gifte han sig med Anna Matilda Boman.